# Toril Hetland Akerhaugen
Toril Hetland Akerhaugen, född 5 mars 1982, är en norsk före detta fotbollsspelare.
Akerhaugen inledde karriären för Lørenskog IF, och gick 2001 till Asker Fotball. Efter säsongen 2008 uppgick Asker i Stabæk Fotball, och Akerhaugen spelade kvar där tills hon avslutade karriären 2015. Hon spelade åren 2006–2013 59 A-landskamper för Norge.